# Agnes Baldwin Brett
Agnes Baldwin Brett (nacida Baldwin, 1876 - 1955) fue una experta en numismática y arqueóloga estadounidense que trabajó como conservadora en la American Numismatic Society (Sociedad Numismática Estadounidense) desde 1910 hasta 1913. Fue la primera conservadora de la Sociedad Numismática Estadounidense. Hizo importantes contribuciones al estudio de las monedas antiguas, medallas y esculturas, cuyo trabajo (particularmente en monedas) fue utilizado por arqueólogos posteriores. Brett también fue profesora visitante de arqueología en la Universidad de Columbia en 1936. 

## Biografía
Brett creció en Newark, Nueva Jersey. Asistió al Barnard College, obtuvo su licenciatura en 1897 y completó su máster en la Universidad de Columbia en 1900. A partir de 1900, Brett pasó dos años como becaria de la Escuela Americana de Estudios clásicos de  Atenas . Durante su estancia en Atenas, Brett participó en los hallazgos de monedas de la excavación de Atenas en Corinto  auspiciada por la Escuela Americana de Estudios Clásicos y los publicó en 1903. En 1910, Brett se convirtió en la primera mujer conservadora de la Sociedad Numismática Estadounidense y permaneció estrechamente vinculada a la institución hasta su muerte. Se convirtió en conservadora asociada honoraria de monedas antiguas de 1923 a 1955 y también fue presidenta del Comité de Publicaciones de la Sociedad Numismática Estadounidense desde 1923 hasta 1946. La correspondencia y los manuscritos de Brett se encuentran ahora en los archivos de la Sociedad Numismática Estadounidense.

## Premios y reconocimientos

### Beca Conmemorativa Agnes Hoppin
Brett recibió la beca conmemorativa Agnes Hoppin en 1901 durante el segundo año de su beca en la Escuela Americana de Estudios Clásicos en Atenas.

### Medalla de la Real Sociedad Numismática
Brett fue premiada con la Medalla de la Real Sociedad Numismática en 1943. No pudo asistir a la sesión celebrada para recibir su medalla y las Actas de la Real Sociedad Numismática de 1943 describen cómo John Allan recibió el premio en nombre de Brett y leyó una carta de aceptación. El Presidente de la Real Sociedad Numismática, Harold Mattingly, señaló que Brett era la segunda estadounidense (después de Edward T. Newell), y la segunda mujer (después de Helen Farquhar) en recibir la Medalla. Mattingly concluyó su discurso destacando:
La concesión de la Medalla muestra nuestro aprecio por los distinguidos servicios prestados a los estudios numismáticos - principalmente, eso y nada más. Como tal, le ruego que la acepte. Pero estoy seguro de que no le importará, si el premio que se le otorga en este fatídico año de la historia, se siente también como un saludo de nuestra Sociedad a una Sociedad hermana de su amistosa y gran nación. Harold Mattingly.

### Premio Medalla Huntington de la Sociedad Numismática Estadounidense
Brett fue la segunda persona en recibir como premio la Medalla Huntington de la Sociedad Numismática Estadounidense en 1919.

## Colecciones
Brett coleccionaba sellos de cilindro babilónicos y su colección fue publicada en 1936 por el Instituto Oriental de la Universidad de Chicago. 
En la Sociedad Numismática Estadounidense hay una colección de fotografías tomadas por Agnes Baldwin Brett durante sus viajes entre 1900 y 1909 a través de las Bermudas, Grecia, Francia, Italia, Turquía y Gran Bretaña. El archivo fotográfico fue digitalizado y puesto a disposición en línea por la Sociedad Numismática Estadounidense en 2017.

## Familia
Agnes Baldwin se casó con George Monroe Brett en 1914 y tuvo una hija, Barbara Brett Sanders (5 de marzo de 1920 - 11 de febrero de 2013).

## Publicaciones

### Libros
- Five Roman Gold Medallions, or, Multiple Solidi of the Late Empire, The American Numismatic Society: Numismatic Notes and Monographs, no. 6 (New York, 1921) (Nueva York, 1921)
- Six Roman Bronze Medallions, The American Numismatic Society: Numismatic Notes and Monographs, no. 17 (Nueva York, 1923)
- Four medallions from the Arras hoard, The American Numismatic Society: Numismatic Notes and Monographs, no. 28 (Nueva York, 1926)
- Victory issues of Syracuse after 413 B.C., Sociedad Americana de Numismática: Notas y monografías numismáticas, no. 75 (Nueva York, 1936)
- Museum of Fine Arts, Boston: Catálogo de monedas griegas, (Boston, 1955)

### Artículos
- "A bronze coin of Bithynia: The Lyre, Chelys", en el Journal International d'Archeologie Numismatique 4 (1901) 67-76
- "The gold coinage of Lampsacus", en el Journal International d'Archeologie Numismatique 5 (1902) 5-24
- "The cave at Vari. V. coins", in American Journal of Archaeology 7 (1903) 335-337
- "Facing heads on ancient Greek coins", en el American Journal of Numismatics 43 no. 3 (August, 1909) 113-131
- "M. Godefroid Devreese", en el American Journal of Numismatics 44, no. 2 (abril de 1910) 61-63
- "The Virginia half-pennies", en la revista The Numismatist 24, no. 8 (August, 1911) 276
- "Les monnaies de bronze dites incertaines du Pont ou du Royaume de Mithridate Eupator", en la revista Revue Numismatique 4th ser., 17 (1913) 285-313
- "The electrum and silver coins of Chios, issued during the sixth, fifth, and fourth centuries, B.C.: A chronological study", en el American Journal of Numismatics 48 (1914) 1-60
- "Symbolism on Greek coins", en el American Journal of Numismatics 49 (1915) 89-194
- "An unedited gold stater of Lampsakos", en Zeitschrift für Numismatik 32 (1920) 1-14
- "The double sestertius of Trajan Decius", en The Numismatist 33, no. 6 (June, 1920) 277-279
- "A Roman gold bar from Egypt", en The Numismatist 33, no. 6 (June, 1920) 279-281
- "Lampsakos; the gold staters, silver and bronze coinages", en American Journal of Numismatics 53, pt. 3: (1924) 1-77
- "Un tresor monetaire decouvert a Cesaree en Cappadoce", en Arethuse 4 (1927) 145-172
- "Tetradrachms of Demetrius Poliorcertes", en Bulletin of the Museum of Fine Arts 28, no. 168 (1930) 71-72
- "Tetradracma de Maussolus", en Boletín del Museo de Bellas Artes 29, no. 171 (1931) 11-13
- "The aurei and solidi of the Arras hoard", en The Numismatic Chronicle 5th ser., 13 (1933) 268-348
- The Aphlaston, symbol of naval victory or supremacy on Greek and Roman coins", en Transactions of the International Numismatic Congress (London, June 30-July 3, 1936) Ed. J. Allan, H. Mattingly, and E.S.G. Robinson (London, 1938) 23-32
- "A new Cleopatra tetradrachm of Ascalon", en el American Journal of Archaeology 34, no. 3 (1937) 452-463
- "Philip of Macedon's race horse, winner at the Olympic Games, 356 B.C.", en la Numismatic Review 1, no. 1 (June, 1943) 5-6
- "Seleucid coins of Ake-Ptolemais in Phoenicia", en las ANS Museum Notes 1 (1946) 17-35
- "Dated coins of Ptolemy V, 204-180 B.C.", en las ANS Museum Notes 2 (1947) 1-11
- "Indo-Bactrian coins acquired by the American Numismatic Society in 1947", en las ANS Museum Notes 3 (1948) 31-43
- "The mint of Ascalon under the Seleucids", en las ANS Museum Notes 4 (1950) 43-54
- "Athena Alkidemos of Pella", en las ANS Museum Notes 4 (1950) 55-72
- "The Benha hoard of Ptolemaic gold coins", en las ANS Museum Notes 5 (1952) 1-8